# ФК Гронинген
Фудбалски клуб Гронинген (хол. Football Club Groningen) је холандски фудбалски клуб из Гронингена и тренутно се такмичи у Ередивизији, највишем рангу такмичења у Холандији. Своје мечеве игра на стадиону Еуроборг. Као домаћин игра у бело-зеленим дресовима, док као гост игра у црно-зеленим дресовима.

## Историја
Претходник ФК Гронинген био је Унитас. Када се Унитас придружио Другој лиги Холандије Север, њихово име је промењено у ГВАВ, што је била скраћеница за Фудбалску и Атлетску федерацију града Гронингена. Друга лига Холандије, група Север, састојала се поред ГВАВ-а и од клубова из провинција Гронинген, Фриесланд и Дренте. Победник лиге би наставио да се бори за шампионску титулу, тј. првака земље. ГВАВ је пре педесетих година прошлог века стално био у сенци фудбалских клубова Би Квик 1887 и Велоситас, два друга клуба из Гронингена. 1954. национална фудбалска федерација у Холандији дозволила је да 4 клуба из Другле лиге Холандије, група Север, постану професионални, међу којима је био и ГВАВ. После 1964, ГВАВ остаје једини професионални клуб у Гронингену, након што је Би Квик поново постао аматерски клуб. 1971, клуб мења име у данашње, Гронинген.
Први пут су се квалификовали за неко европско такмичење у сезони 1982/83., док им је највећи успех тај што су у сезони 1990/91. завршили као трећи.
У сезони 2005/06., завршили су као 5. у лиги, и у трећем колу квалификација за УЕФА Куп изгубили од Партизана са укупним резултатом 4-3.
У сезони 2006/07., завршили су као 8. у лиги, међутим, били су победници плеј-офа за европска такмичења, након што су победили Фајенорд и Утрехт. Зауставили су се већ на првом кораку у Европи, јер их је у првом колу квалификација за УЕФА Куп елиминисала Фиорентина након пенала, пошто су оба сусрета завршена нерешеним резултатом 1-1.
Први део сезоне 2011/12. био је најбољи у клупској историји Гронингена, јер су завршили као трећи са 39 поена, када се отишло на зимску паузу. У другом делу сезоне остварили су и највећу победу у клупској историји, пошто су победили ФК Виљем Други са импресивних 7-1. Ипак, Европа им је измакла, јер су у финалу плеј-офа изгубили од АДО Ден Хага.
Сезона 2011/12. је била заиста разочаравајућа за Гронинген, пошто је завршио као 14. у лиги.

## Ривали
Највећи ривали овог клуба су Херенвен, Ајакс и Твенте.

## Трофеји
- Куп Холандије
  - Освајач (1) :  2014/15.
  - Финалиста (1) : 1988/89.
- Суперкуп Холандије
  - Финалиста (1) : 2015.